# メロディー (ブラジルの歌手)
メロディー（Melody）こと、ガブリエラ・アブレイユ・セベリーノ（Gabriella Abreu Severino、2006年1月4日 - ）は、ブラジル・サンパウロ出身の歌手、モデル。そのファルセットで有名になった。

## 生い立ち
彼女の父親によると、ガブリエラは若い頃から歌手になることを夢見ていたという。 ファンク・シンガーであった父の影響も受けていた。

### 2015年: 「Fale de Mim」とファルセット
メロディーは、MCベリーノ（MC Belinho）として知られる彼女の父親によって書かれた「Fale de Mim」を歌う動画をFacebookページに投稿し、2015年初頭、全国的に知られるようになった。次のビデオで彼女は、歌手クリスティーナ・アギレラのファルセットを解釈しようと試みた。メロディーはインターネット上で最も影響力のあるブラジルの子供の一人とみなされている。